# IC 1976
IC 1976 ist eine Spiralgalaxie vom Hubble-Typ S? im Sternbild Pendeluhr am Südsternhimmel.
Entdeckt wurde das Objekt am 6. Dezember 1899 von DeLisle Stewart.